# Praina tolimae
Praina tolimae là một loài bướm đêm trong họ Noctuidae.